# Чемпионат мира по водным видам спорта 1991
Чемпионат мира по водным видам спорта 1991 года — VI чемпионат мира по водным видам спорта, прошел в Перте (Австралия) с 3 по 13 января 1991 года.

## Таблица медалей
| Место | Страна         | Золото | Серебро | Бронза | Итого |
| ----- | -------------- | ------ | ------- | ------ | ----- |
| 1     | США            | 17     | 11      | 6      | 34    |
| 2     | Китай          | 8      | 3       | 2      | 13    |
| 3     | Венгрия        | 5      | 2       | 2      | 9     |
| 4     | Германия       | 4      | 9       | 9      | 22    |
| 5     | Австралия      | 3      | 5       | 2      | 10    |
| 6     | Нидерланды     | 2      | 1       | 1      | 4     |
| 7     | СССР           | 1      | 3       | 6      | 10    |
| 8     | Канада         | 1      | 3       | 1      | 5     |
| 9     | Италия         | 1      | 2       | 4      | 7     |
| 10    | Испания        | 1      | 1       | 1      | 3     |
| 11    | Суринам        | 1      | 0       | 0      | 1     |
| 11    | Югославия      | 1      | 0       | 0      | 1     |
| 13    | Япония         | 0      | 2       | 3      | 5     |
| 14    | Франция        | 0      | 2       | 1      | 3     |
| 15    | Великобритания | 0      | 1       | 1      | 2     |
| 16    | Швеция         | 0      | 1       | 0      | 1     |
| 17    | Дания          | 0      | 0       | 2      | 2     |
| 17    | Польша         | 0      | 0       | 2      | 2     |
| 19    | Чехословакия   | 0      | 0       | 1      | 1     |
| Итого | Итого          | 45     | 46      | 44     | 135   |

## Плавание

### Мужчины
| Дистанция               | Золото                                                                               | Серебро                                                                                    | Бронза                                                                                      |
| ----------------------- | ------------------------------------------------------------------------------------ | ------------------------------------------------------------------------------------------ | ------------------------------------------------------------------------------------------- |
| 50 м в/с                | Том Джегер · США · 22,16CR                                                           | Мэтт Бионди · США · 22,26                                                                  | Геннадий Пригода · СССР · 22,62                                                             |
| 100 м в/с               | Мэтт Бионди · США · 49,18                                                            | Томми Вернер · Швеция · 49,63                                                              | Джорджо Ламберти · Италия · 49,82                                                           |
| 200 м в/с               | Джорджо Ламберти · Италия · 1.47,27CR                                                | Штеффен Цеснер · Германия · 1.48,28                                                        | Артур Войдат · Польша · 1.48,70                                                             |
| 400 м в/с               | Йорг Хоффманн · Германия · 3.48,04CR                                                 | Штефан Пфайффер · Германия · 3.48,86                                                       | Артур Войдат · Польша · 3.49,67                                                             |
| 1500 м в/с              | Йорг Хоффманн · Германия · 14.50,36WR                                                | Кирен Перкинс · Австралия · 14.50,58                                                       | Штефен Пфайффер · Германия · 14.59,34                                                       |
| 100 м спина             | Джефф Роуз · США · 55,23CR                                                           | Марк Тьюксбери · Канада · 55,29                                                            | Мартин Лопес-Суберо · Испания · 55,61                                                       |
| 200 м спина             | Мартин Лопес-Суберо · Испания · 1.59,52                                              | Стефано Баттистелли · Италия · 1.59,98                                                     | Владимир Сельков · СССР · 2.00,33                                                           |
| 100 м брасс             | Норберт Рожа · Венгрия · 1.01,45WR                                                   | Адриан Мурхауз · Великобритания · 1.01,58                                                  | Джанни Минервини · Италия · 1.01,74                                                         |
| 200 м брасс             | Майк Барроумэн · США · 2.11,23WR                                                     | Норберт Рожа · Венгрия · 2.12,03                                                           | Ник Джиллингем · Великобритания · 2.13,12                                                   |
| 100 м баттерфляй        | Энтони Нести · Суринам · 53,29CR                                                     | Михаэль Гросс · Германия · 53,31                                                           | Владислав Куликов · СССР · 53,74                                                            |
| 200 м баттерфляй        | Мелвин Стюарт · США · 1.55,69WR                                                      | Михаэль Гросс · Германия · 1.56,78                                                         | Тамаш Дарньи · Венгрия · 1.58,25                                                            |
| 200 м комплекс          | Тамаш Дарньи · Венгрия · 1.59,36WR                                                   | Эрик Намесник · США · 2.01,87                                                              | Кристиан Геснер · Германия · 2.02,36                                                        |
| 400 м комплекс          | Тамаш Дарньи · Венгрия · 4.12,36WR                                                   | Эрик Намесник · США · 4.15,21                                                              | Стефано Баттистелли · Италия · 4.16,50                                                      |
| 4×100 м в/с             | США · Том Джегер · Брент Ланг · Дуг Гьерстен · Мэтт Бионди · 3.17,15CR               | Германия · Петер Ситт · Дирк Рихтер · Штеффен Цеснер · Бендт Зикарски · 3.18,88            | СССР · Геннадий Пригода · Юрий Башкатов · Вениамин Таянович · Владимир Ткаченко · 3.18,97   |
| 4×200 м в/с             | Германия · Петер Ситт · Штеффен Зеснер · Штефан Пфайффер · Михаэль Гросс · 7.13,50CR | США · Трой Дэлби · Мелвин Стюарт · Даниэль Йоргенсен · Дуг Гьерстен · 7.14,87              | Италия · Эмануэль Идини · Роберто Глерия · Стефано Баттистелли · Джорджо Ламберти · 7.17,18 |
| 4×100 м комбинированная | США · Джефф Роуз · Эрик Вундерлич · Марк Хендерсон · Мэтт Бионди · 3.39,66CR         | СССР · Владимир Шеметов · Дмитрий Волков · Владислав Куликов · Вениамин Таянович · 3.40,41 | Германия · Франк Хоффмайстер · Кристиан Посвиат · Михаэль Гросс · Дирк Рихтер · 3.42,13     |

### Женщины
| Дистанция               | Золото                                                                                     | Серебро                                                                               | Бронза                                                                                |
| ----------------------- | ------------------------------------------------------------------------------------------ | ------------------------------------------------------------------------------------- | ------------------------------------------------------------------------------------- |
| 50 м в/с                | Чжуан Юн · Китай · 25,47                                                                   | Лей Анн Феттер · США · Катрин Плевински · Франция · 25,50                             |                                                                                       |
| 100 м в/с               | Николь Хайслетт · США · 55,17                                                              | Катрин Плевински · Франция · 55,31                                                    | Чжуан Юн · Китай · 55,65                                                              |
| 200 м в/с               | Хэйли Льюис · Австралия · 2.00,48                                                          | Джанет Эванс · США · 2.00,67                                                          | Метте Якобсен · Дания · 2.00,93                                                       |
| 400 м в/с               | Джанет Эванс · США · 4.08,63                                                               | Хэйли Льюис · Австралия · 4.09,40                                                     | Сузу Чиба · Япония · 4.11,44                                                          |
| 800 м в/с               | Джанет Эванс · США · 8.24,05CR                                                             | Грит Мюллер · Германия · 8.30,20                                                      | Яна Хенке · Германия · 8.30,31                                                        |
| 100 м спина             | Кристина Эгерсеги · Венгрия · 1.01,78                                                      | Тюнде Сабо · Венгрия · 1.01,98                                                        | Джэни Вагстафф · США · 1.02,17                                                        |
| 200 м спина             | Кристина Эгерсеги · Венгрия · 2.09,15CR                                                    | Дагмар Хазе · Германия · 2.12,01                                                      | Джэни Вагстафф · США · 2.13,14                                                        |
| 100 м брасс             | Линли Фрейм · Австралия · 1.08,81                                                          | Яна Дёррис · Германия · 1.09,35                                                       | Елена Волкова · СССР · 1.09,66                                                        |
| 200 м брасс             | Елена Волкова · СССР · 2.29,53                                                             | Линли Фрейм · Австралия · 2.30,02                                                     | Яна Дёррис · Германия · 2.30,14                                                       |
| 100 м баттерфляй        | Цянь Хун · Китай · 59,68                                                                   | Ван Сяохун · Китай · 59,81                                                            | Катрин Плевински · Франция · 59,88                                                    |
| 200 м баттерфляй        | Саммер Сандерс · США · 2.09,24                                                             | Риэ Сито · Япония · 2.11,06                                                           | Хёйли Льюис · Австралия · 2.11,09                                                     |
| 200 м комплекс          | Линь Ли · Китай · 2.13,40                                                                  | Саммер Сандерс · США · 2.14,06                                                        | Даниела Хунгер · Германия · 2.16,16                                                   |
| 400 м комплекс          | Линь Ли · Китай · 4.41,45                                                                  | Хэйли Льюис · Австралия · 4.41,46                                                     | Саммер Сандерс · США · 4.43,41                                                        |
| 4×100 м в/с             | США · Николь Хайслетт · Джули Купер · Уитни Хедгепет · Дженни Томпсон · 3.43,26            | Германия · Симоне Осигус · Керстин Кильгасс · Карен Сейк · Мануэла Штеллмах · 3.44,37 | Нидерланды · Милдред Муис · Инге де Брюин · Марианне Муис · Карин Бриенессе · 3.45,05 |
| 4×200 м в/с             | Германия · Керстин Кильгасс · Мануэла Штеллмах · Дагмар Хазе · Штефани Ортвиг · 8.02,56    | Нидерланды · Марианне Муис · Манон Массье · Милдред Муис · Карин Бриенессе · 8.05,97  | Дания · Гитта Йенсен · Берит Пуггаард · Аннетте Повисен · Метте Якобсен · 8.07,20     |
| 4×100 м комбинированная | США · Джени Вагстафф · Трейси Макфарлэйн · Криззи Аманн-Лейтон · Николь Хайслетт · 4.06,51 | Австралия · Николь Ливингстон · Линли Фрейм · Сюзи О’Нил · Карен ван Вирдум · 4.08,04 | Германия · Свенья Шлихт · Яна Дорриес · Сюзанне Мюллер · Мануэла Штеллмах · 4.10,50   |

WR — рекорд мира; CR — рекорд чемпионатов мира

## Плавание на открытой воде

### Мужчины
| Дистанция | Золото                         | Серебро                                  | Бронза                                  |
| 25 км     | Чад Хандеби · США · 5:01.45,78 | Серджио Кариандини · Италия · 5:03.18,81 | Дэвид О'Брайен · Австралия · 5:08.53,35 |

### Женщины
| Дистанция | Золото                                     | Серебро                       | Бронза                          |
| 25 км     | Шелли Тэйлор-Смит · Австралия · 5:21.05,53 | Марта Джан · США · 5:25.16,67 | Карен Бартон · США · 5:28.22,74 |

## Синхронное плавание
| Дисциплина | Золото                                           | Серебро                                        | Бронза                                          |
| Соло       | Сильвия Фречетте · Канада · 201,013              | Кристен Бабб-Спрагуэ · США · 196,314           | Микако Котани · Япония · 195,110                |
| Дуэт       | Карен Джозефсон · Сара Джозефсон · США · 199,762 | Микако Котани · Аки Такаяма · Япония · 194,307 | Лайза Александер · Кати Глен · Канада · 192,649 |
| Группа     | США · 196,144                                    | Канада · 193,259                               | Япония · 189,753                                |

## Прыжки в воду

### Мужчины
| Дисциплина   | Золото                               | Серебро                     | Бронза                           |
| Трамплин 1 м | Эдвин Йонгеянс · Нидерланды · 588,51 | Марк Лензи · США · 578,22   | Ван Ицзе · Китай · 577,66        |
| Трамплин 3 м | Кент Фергюсон · США · 650,25         | Тань Ляндэ · Китай · 643,95 | Албин Киллат · Германия · 619,77 |
| Вышка 10 м   | Сунь Шувэй · Китай                   | Сюн Ни · Китай              | Георгий Чоговадзе · СССР         |

### Женщины
| Дисциплина   | Золото                    | Серебро                     | Бронза                                     |
| Трамплин 1 м | Гао Минь · Китай · 478,26 | Венди Люцеро · США · 467,82 | Хайдемария Бартова · Чехословакия · 449,76 |
| Трамплин 3 м | Гао Минь · Китай · 539,01 | Ирина Лашко · СССР · 524,70 | Брита Балдус · Германия · 503,73           |
| Вышка 10 м   | Фу Минься · Китай         | Елена Мирошина · СССР       | Венди Лиан Уильямс · США                   |

## Водное поло

### Мужчины
| Золото | Серебро | Бронза |
| Югославия · Перица Букич · Желько Вичевич · Мирко Вичевич · Игор Гочанин · Виктор Еленич · Предраг Зимоньич · Игор Миланович · Витомир Падован · Горан Радженович · Никола Рибич · Васо Суботич · Милан Тадич · Велько Ускокович · Душан Чиркович · Александар Шоштар | Испания · Педро Гарсия · Сальвадор Гомес · Марко Антонио Гонсалес · Рубен Мичавила · Мигель Анхель Ока · Хосеп Пико · Хесус Рольян · Жорди Санс · Рикардо Санчес · Манель Сильвестре · Мануэль Эстиарте | Венгрия · Тибор Бенедек · Балаж Винце · Иштван Доци · Петер Куна · Чаба Месарош · Габор Немеш · Имре Петер · Жолт Петёвари · Имре Тот · Ласло Тот · Франк Тот · Габор Шмидт · Тибор Шпрок |

### Женщины
| Золото | Серебро                 | Бронза |
| Нидерланды · Ирма Брандер · Хеллен Буринг · Карла ван дер Бон · Эсмеральда ван ден Ватер · Хедда Вердам · Карин Кёйперс · Моник Краненбург · Патрисия Либрегтс · Алиса Линдхаут · Марьян Оп ден Вельде · Лилиан Оссендрейвер · Янни Спейкер · Эдме Химстра | Канада · Андреа Хоффман | США    |